# Thyratron
Un thyratron est un type de tube à gaz utilisé comme interrupteur pour les fortes puissances. Ce tube peut prendre la forme d'une triode, d'une tétrode ou d'une pentode, bien que la plupart soient des triodes. Les gaz utilisés peuvent aller de la vapeur de mercure au xénon ou au néon, en passant par l'hydrogène (surtout dans les applications hautes tensions ou les applications nécessitant des temps de commutation très courts). Contrairement aux tubes électroniques classiques, un thyratron ne peut amplifier un signal linéairement.

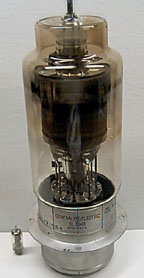
Gros thyratron à hydrogène General Electric, utilisé dans les radars à impulsions, au côté d'un thyratron 2D21 utilisé pour le relayage.

## Développement
Les thyratrons se développèrent au début des années 1920 à partir des premiers tubes électroniques à gaz tel que le UV-200, qui contenait une faible quantité d'argon pour augmenter sa sensibilité en tant que détecteur pour ondes radios ; et le tube de relayage allemand LRS, qui contenait aussi de l'argon. Les redresseurs à gaz qui précédèrent les tubes électroniques, tel le Tungar de General Electric, et le redresseur à bain de mercure de Cooper-Hewitt, eurent eux aussi leur influence. Un thyratron est fondamentalement « un redresseur contrôlé à gaz ».
Irving Langmuir et G. S. Meikle de General Electric sont souvent cités comme les premiers à avoir étudié le redressement commandé vers 1914. Les premiers thyratrons commercialisés ne le furent que vers 1928.

## Technologie
Un thyratron classique à cathode chaude utilise un filament chauffant comme cathode, contenu avec sa grille de contrôle dans un blindage, lequel est ouvert du côté de l'anode en forme de plaque.

### Fonctionnement
Lors de l'application d'une tension positive sur l'anode vis-à-vis de la cathode, si l'électrode est maintenue au potentiel de la cathode, aucun courant ne circule. Si le potentiel de l'électrode de contrôle augmente par rapport à celui de la cathode, le gaz entre l'anode et la cathode s'ionise et conduit le courant. Une fois rendu conducteur, le thyratron le restera tant qu'un courant suffisant circulera entre son anode et sa cathode. Lorsque le courant anodique ou la tension entre anode et cathode redescendent à une valeur très proche de zéro, le composant se bloque, comme un « interrupteur ouvert ».
Un aspect spectaculaire du fonctionnement des thyratrons réside dans la coloration du mélange gazeux lors de la conduction de ces tubes.
Le blindage empêche la conduction par ionisation entre d'autres parties du tube. Le gaz dans un thyratron est généralement à une pression très inférieure à celle de l'air au niveau de la mer, soit dans la plupart des cas entre 15 et 30 millibars (1.5 à 3 kPa).

### Variantes
Les cathodes froides ou chaudes peuvent être utilisées. Les cathodes chaudes ont pour avantage une plus grande facilité d'ionisation du gaz, ce qui rend le contrôle plus sensible.

## Applications
Par le passé, de petits thyratrons furent fabriqués pour le contrôle de relais électromécaniques, de moteurs et pour les équipements de soudure à l'arc. Les gros thyratrons sont toujours fabriqués, et sont capables de fonctionner jusqu'à des courants de l'ordre de la dizaine de kiloampères (kA), et ce avec des tensions d'environ une dizaine de kilovolts (kV).
Parmi les applications modernes on trouve : les générateurs d'impulsions pour les radars, les lasers à gaz haute énergie, les appareils de radiothérapie, les équipements de recherche (bobine de Tesla), et de nombreuses autres applications.
Les thyratrons sont aussi utilisés dans les émetteurs de télévision, pour protéger les tubes de sorties en cas de court-circuit interne en reliant la haute tension de la plaque à la terre le temps que les protections déclenchent et que les charges stockées dans les câbles et les condensateurs soit évacuées vers la terre. Cette mise à la terre, dénommée « crowbar circuit » en anglais, est très courante en haute tension.
Les thyratrons furent remplacés dans la plupart des applications de faible et moyenne puissance par les semi-conducteurs équivalents comme les Thyristors et les Triacs. Cependant pour les applications dans le domaine des tensions supérieures à 20kV et nécessitant des temps de commutations très courts, les thyratrons sont encore les meilleurs interrupteurs commandés. Il existe plusieurs déclinaisons de l'idée du thyratron, comme le krytron ou l'ignitron, qui sont encore utilisés de nos jours dans certains domaines.

## Annexes

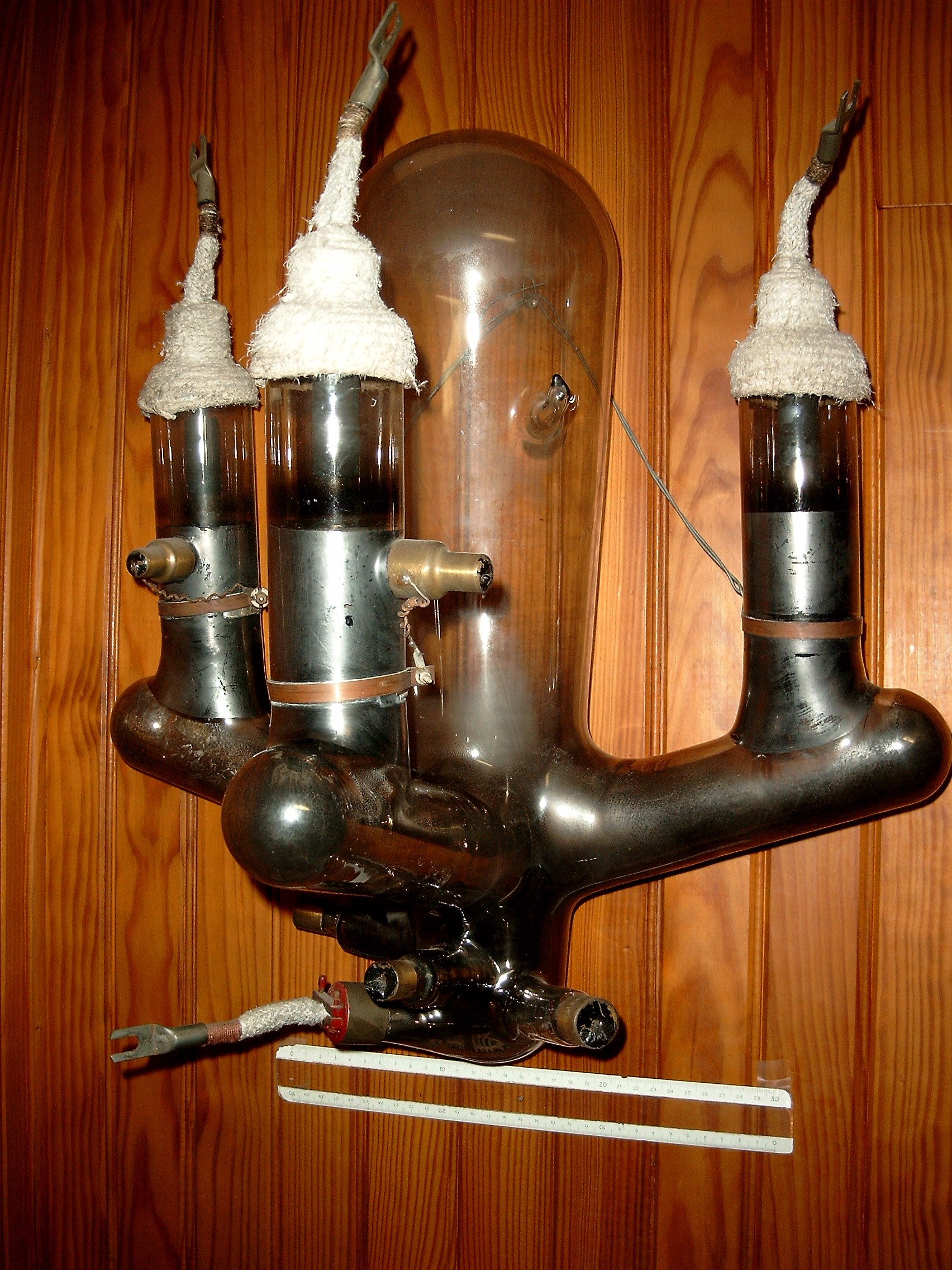
Thyratron à vapeur de mercure - avant 1950.